# Dom przy pl. Wolności 4 w Bystrzycy Kłodzkiej
Dom przy pl. Wolności 4 w Bystrzycy Kłodzkiej – zabytkowy budynek w mieście Bystrzyca Kłodzka.
Dwupiętrowy dom mieszkalny z trzema lukarnami wybudowany w zarysie prostokąta w okresie średniowiecza, wielokrotnie przebudowywany od 2. poł. XVI w. do pocz. XX w. Trzytraktowy, z sienią w trakcie środkowym. W przyziemiu zachowane są pomieszczenia ze sklepieniami z 2. poł. XVI w., w tym sień ze sklepieniem z dekoracją drutową oraz potrójną arkadą wspartą na kolumienkach. Na klatce schodowej trzy malowidła przedstawiające  widoki Bystrzycy Kłodzkiej, prawdopodobnie z XIX w..